# Dysbiota parvula
Dysbiota parvula är en tvåvingeart som beskrevs av Lindner 1958. Dysbiota parvula ingår i släktet Dysbiota och familjen vapenflugor. Inga underarter finns listade i Catalogue of Life.